# Ríos del patrimonio estadounidense
Los ríos del patrimonio estadounidense (del inglés: American Heritage Rivers) son ríos de EE. UU. designados por la Agencia de Protección Ambiental de los Estados Unidos para recibir una atención especial (coordinando esfuerzos de varias entidades gubernamentales) para promover tres objetivos: protección del medio ambiente y de los recursos naturales; revitalización económica; y preservación histórica y cultural. 
El «Programa de Protección de Ríos del Patrimonio Estadounidense» fue creado inicialmente por una Orden Ejecutiva, número 13061, firmada por el presidente Bill Clinton el 11 de septiembre de 1997. Los criterios de selección fueron desarrollados bajo la Presidencia del Consejo de Calidad Ambiental (Council on Environmental Quality, CEQ), con amplia participación del gobierno y de expertos, y reflejaron una amplia variedad de puntos de vista, incluidos los que representan los recursos naturales, culturales e históricos; los intereses paisajísticos, medioambientales y de recreo; los intereses turísticos, de transporte y de desarrollo económico; y los intereses de industrias como la agricultura, la energía hidroeléctrica, la industria manufacturera, la minería y la gestión forestal. Los ríos recomendados representaban una gran variedad, tanto en tamaño de la propia corriente, como localizaciones geográficas y entornos (desde zonas urbanas a zonas rurales), y garantizaban que se consideraran tanto esfuerzos de revitalización de ríos relativamente prístinos, como la recuperación de ríos degradados.

## Criterios de designación
Los ríos fueron seleccionados para su designación de acuerdo con los siguientes criterios: 
- las características que distinguían o hacían único el río, atendiendo a aspectos sobre recursos naturales, económicos, agrícolas, paisajísticos, históricos, culturales o recreativos;
- la eficacia con la que la comunidad definió su plan de acción y la extensión con que se pensaban conseguir los tres objetivosn, ya fuese a través de acciones planificadas o logros pasados;
- la fuerza y la diversidad del apoyo de la comunidad para la nominación, evidenciados por cartas de funcionarios electos, terratenientes, ciudadanos particulares, empresas, y, especialmente, gobiernos estatales, locales y tribales. El amplio apoyo comunitario fue esencial para recibir la designación;
- la disposición y capacidad de la comunidad para forjar alianzas y acuerdos para poner en práctica su plan y cumplir con sus metas y objetivos.

## Ríos designados

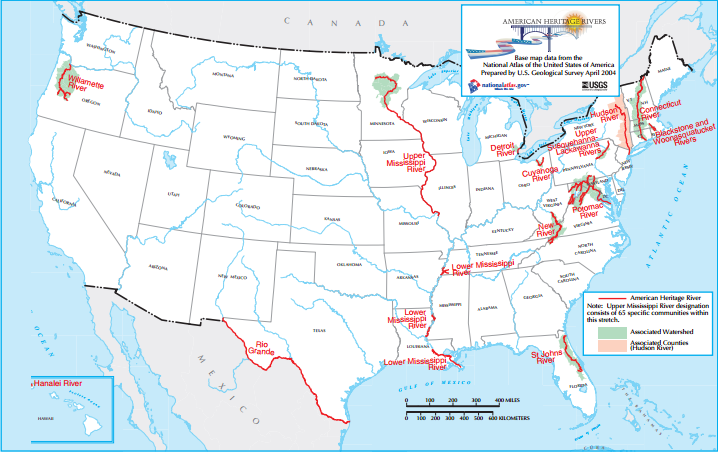
Mapa de los ríos

El presidente Clinton designó los 14 ríos (o sistemas fluviales) el 30 de julio de 1998.
- Ríos Blackstone y Woonasquatucket (MA, RI)
- Río Connecticut (NH, VT, MA, CT)
- Río Cuyahoga (OH)
- Río Detroit (MI, ON)
- Río Hanalei (HI)
- Río Hudson (NY)
- Bajo Río Misisipí (LA, TN, AR) 
  - Río Wolf en el Memphis metropolitano se incluye en el Bajo Misisipí.
- Río Potomac (DC, MD, VA, WV)
- Río New (NC, VA, WV)
- Rio Grande /Bravo (CO, NM, TX)
- Río St. Johns (FL)
- Alto Río Misisipí (IA, IL, MN, MO)
- Alto Río Susquehanna y Lackawanna (PA)
- Río Willamette  (OR)